# Gianluca Galasso
Gianluca Galasso (Latina, 18 gennaio 1984) è un allenatore di calcio ed ex calciatore italiano, tecnico della squadra Under-14 del College Ardea Football Club.

## Calcioscommesse
Nell'agosto 2012 viene iscritto nel registro degli indagati dalla Procura di Bari per frode sportiva in riguardo a Salernitana-Bari 3-2 del 2008-2009: insieme ad altri 13 giocatori del Bari avrebbe incassato 7.000 euro da Luca Fusco e Massimo Ganci, avversari ed ex compagni proprio a Bari, per perdere la partita.
Il 16 luglio 2013, il calciatore viene condannato in primo grado dalla Commissione Disciplinare Nazionale della FIGC a 3 anni e 7 mesi di squalifica, pena confermata, poi, anche in appello il 27 luglio.
Il 30 maggio 2016 al processo penale di Bari, sempre in relazione a Salernitana-Bari, viene però assolto «per non aver commesso il fatto».

## Carriera

### Club
Cresciuto calcisticamente nel settore giovanile della Roma, ha esordito in Serie A con la maglia della formazione capitolina nella stagione 2003-2004, a Genova in Sampdoria-Roma, nell'ultima partita di campionato, senza ormai più interessi di classifica.
L'anno successivo è stato mandato in prestito alla Salernitana, in Serie B (25 presenze e un gol).
Nel 2005-2006 passa alla Ternana, sempre tra i cadetti: le sue 33 presenze e 2 reti non sono bastate per evitare la retrocessione della squadra umbra.
Dopo una parentesi al Frosinone, si è trasferito in compartecipazione al Bari, in Serie B, dove passa due anni vincendo anche un campionato di Serie B.
Non rientrando più nel progetto Bari, il 10 luglio 2009 passa in prestito alla Salernitana, e nella stagione successiva fa il suo ritorno a Bari, dove viene messo fuori rosa dall'allenatore Gian Piero Ventura, salvo poi essere schierato da titolare il 21 novembre successivo nella partita di Serie A valida per la tredicesima giornata, Catania-Bari.
Il 20 ottobre 2011 si trasferisce a titolo definitivo alla Triestina, firmando un contratto di un anno, con opzione di rinnovo per il secondo. Alla fine della stagione rimane svincolato.
Il 6 febbraio 2013 si accasa all'Anziolavinio in Serie D.
Si svincola dalla squadra dilettante dopo aver subito una squalifica di tre anni e mezzo dal giudice sportivo per il calcioscommesse, poi ridotta a diciotto mesi.
Nel 2015-2016 viene ingaggiato dal Fondi, con cui vince play-off e Coppa Italia di Serie D, con cui la squadra si aggiudica l'accesso alla Lega Pro 2016-2017. La sua avventura prosegue per altre due stagioni, l'ultima delle quali è caratterizzata da un cambio societario e da una retrocessione in Serie D, al termine dei playout.
Dal 2018 al 2020 corona il sogno di vestire la maglia del Latina, squadra della sua città e nell'estate 2020 si accasa al Gaeta, squadra militante nel campionato di Eccellenza laziale.
Nel 2023, dopo il ritiro, diventa tecnico della squadra Under-17 della Sa.Ma.Gor Latina, mentre dal 2024 allena gli Under-14 del College Ardea Football Club.

### Nazionale
Ha giocato due volte nell'under-20 italiana: il 29 ottobre 2003 in un incontro amichevole con l'Irlanda, entrando al 46' minuto, e l'11 novembre contro l'Austria al Torneo Quattro Nazioni, disputando la prima frazione di gioco.

## Palmarès
- Campionato italiano di Serie B: 1

Bari: 2008-2009
- Coppa Italia Serie D: 1

Fondi: 2015-2016